# Kandersteg

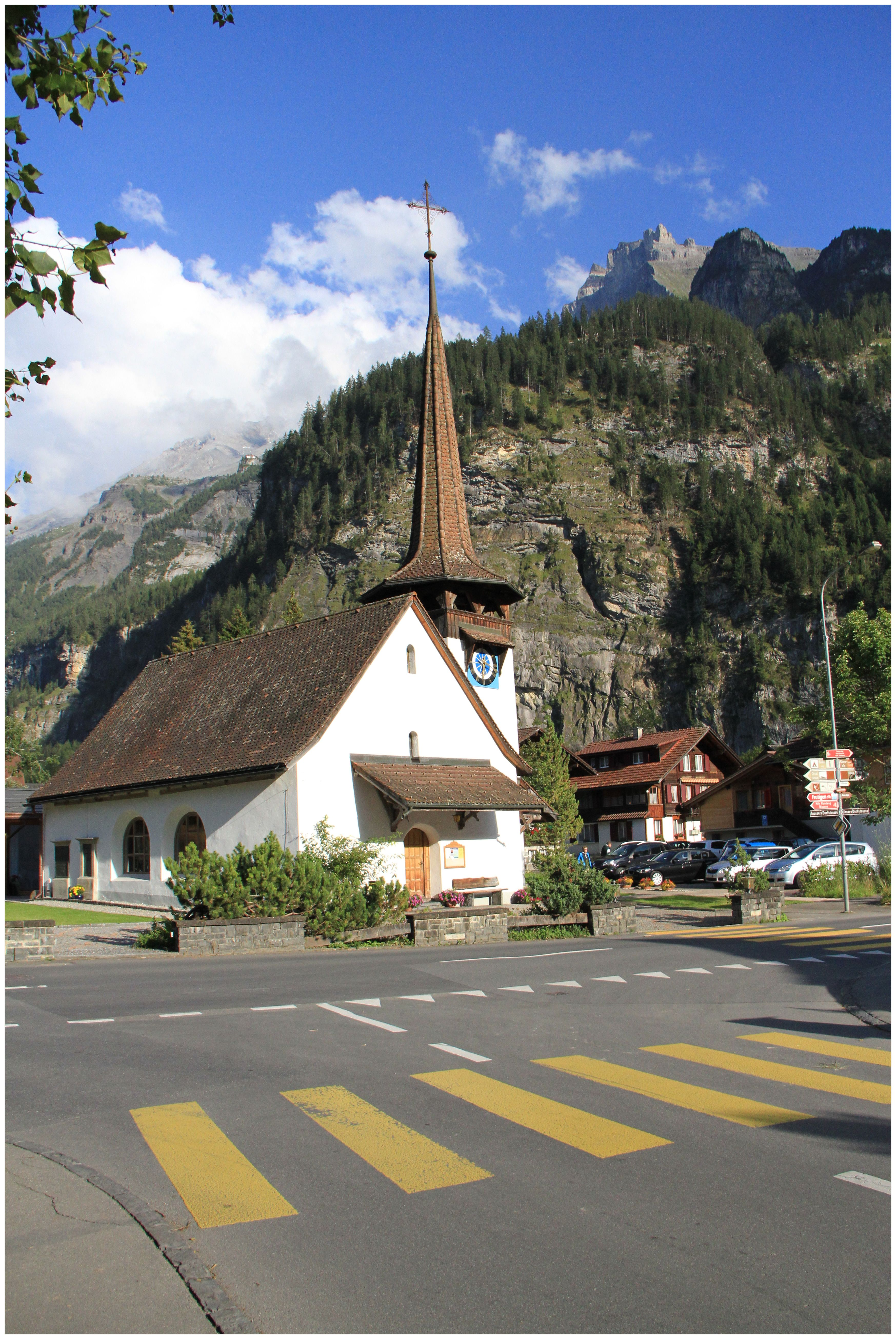
Iglesia(1910)

Kandersteg es una comuna suiza del cantón de Berna, situada en el distrito administrativo de Frutigen-Niedersimmental. Limita al norte con las comunas de Frutigen, Kandergrund y Reichenbach im Kandertal, al noreste con Lauterbrunnen, al este con Blatten (VS), al sureste con Wiler (VS), Kippel (VS) y Ferden (VS), al suroeste con Leukerbad (VS), y al oeste con Adelboden.
Hasta el 31 de diciembre de 2009 situada en el distrito de Frutigen.

## Sitios de interés
- Gasterntal
- Teleférico Allmenalp
- Teleférico Sunnbuel
- Lago Oeschinensee
- Centro Scout Internacional de Kandersteg (Kandersteg International Scout Center)

## Personalidades
- Adolf Ogi, ex-consejero federal y presidente de la Confederación.